# Zabiłoczczia
Zabiłoczczia (ukr. Забілоччя, hist. pol. Zabiełocze, Zabiłocze) – wieś na Ukrainie, w obwodzie żytomierskim, w rejonie żytomierskim, w hromadzie Radomyśl. W 2001 liczyła 669 mieszkańców, spośród których 653 wskazało jako ojczysty język ukraiński, 6 rosyjski, 8 mołdawski, a 1 inny.